# Reha Eken
Mehmet Reha Eken (Istanbul, 28 agosto 1925 – Istanbul, 18 agosto 2013) è stato un calciatore, allenatore di calcio e dirigente sportivo turco, di ruolo attaccante.

## Biografia
Era fratello di Bülent Eken, suo compagno di squadra sia nel Galatasaray che nella nazionale turca.

## Carriera

### Giocatore

#### Club
Dal 1944 al 1954 ha giocato nella massima serie turca con la maglia del Galatasaray.

#### Nazionale
Ha partecipato ai Giochi Olimpici di Londra 1948; complessivamente ha segnato 6 gol in 4 partite con la Nazionale turca, e la sua media di 1,5 gol a partita è la più alta di tutti i tempi nella storia della Nazionale turca.

### Allenatore
Ha allenato nella stagione 1957-1958 il Karsiyaka nella seconda serie turca e l'anno seguente il Göztepe nella massima serie turca.

### Dirigente
Dal 1965 al 1968 ha fatto parte del consiglio di presidenza del Galatasaray.

## Palmarès

### Club

#### Competizioni regionali
- Lega di Istanbul: 1

Galatasaray: 1948-1949